# Paul Schuelke

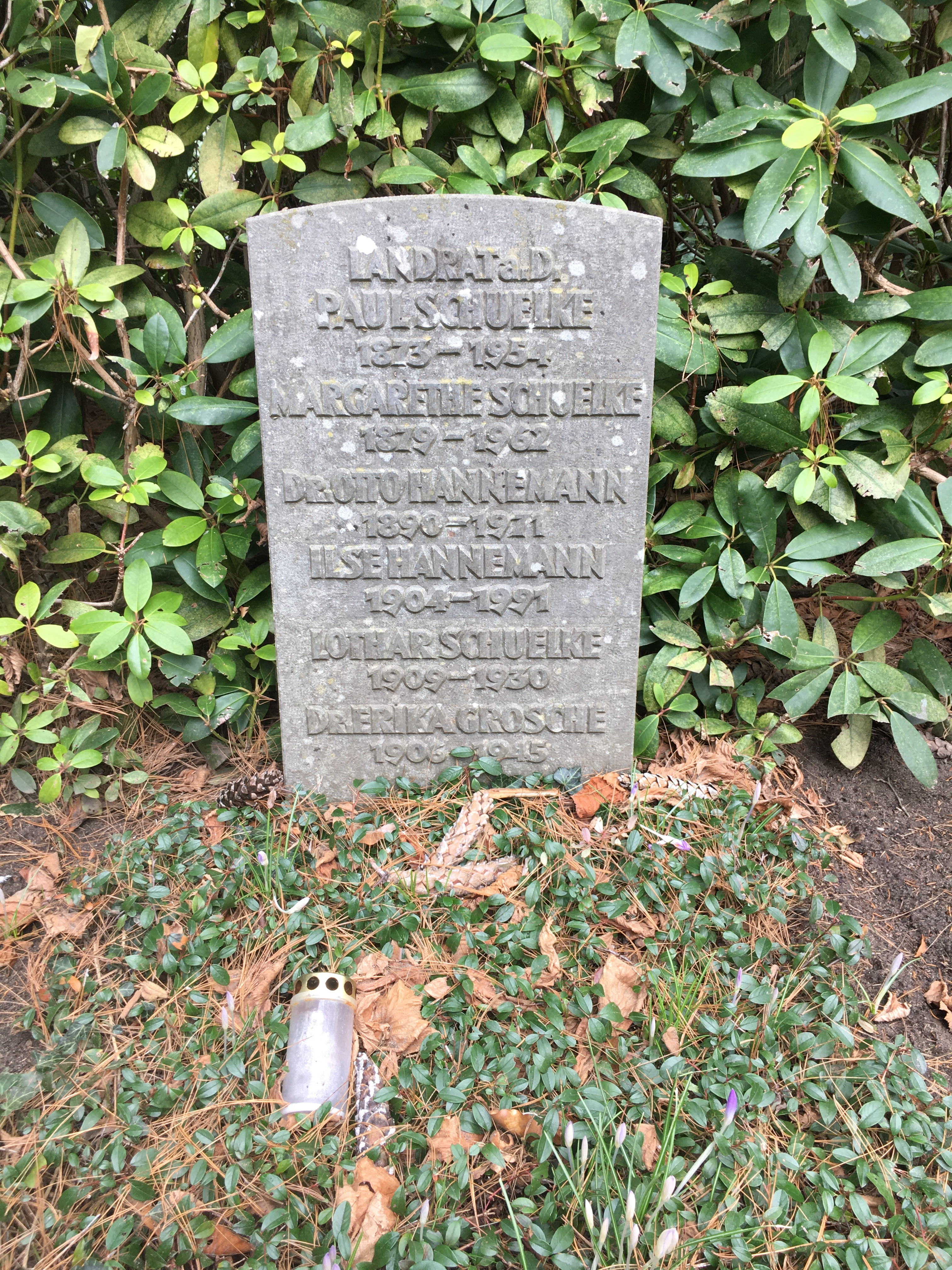
Grabstätte Paul Schuelke auf dem Friedhof Ohlsdorf

Paul Schuelke (* 16. November 1873 in Thorn; † 30. Oktober 1954 in Hamburg) war der letzte Landrat des Kreises Schivelbein.

## Leben
Schuelke hatte nicht studiert und stieg aus dem mittleren Verwaltungsdienst auf. 1907 wurde er Bürgermeister von Lobsens in der Provinz Westpreußen. 1919 wurde er Landrat des Kreises Schivelbein in der Provinz Pommern. Schuelke bemühte sich, die Selbständigkeit des Kreises, des kleinsten in der Provinz Pommern, zu erhalten. Hierzu schlug er vor, den Kreis um Bad Polzin zu erweitern. Letztlich wurde der Kreis jedoch zum 1. Oktober 1932 aufgelöst und sein Gebiet überwiegend dem Kreis Belgard zugeschlagen; Schuelke wurde in den einstweiligen Ruhestand versetzt.
Schuelke blieb in Schivelbein wohnen, wo er nun als Konkursverwalter und Vergleichsverwalter arbeitete. Nach der Besetzung Hinterpommerns durch die Rote Armee wurde er im März 1945 durch die Sowjetmacht kurzzeitig als Bürgermeister eingesetzt, aber bereits im April 1945 durch die polnische Verwaltung abgelöst und später wie die übrige Bevölkerung Schivelbeins durch den polnischen Staat vertrieben. 
Paul Schuelke verstarb 80-jährig und wurde auf dem Hamburger Friedhof Ohlsdorf im Planquadrat S 8 beigesetzt. 

## Schriften
- Der kleine Kreis Schivelbein. In: Curt Cronau (Hrsg.): Hinterpommern. Wirtschaft- und Kulturaufgaben eines Grenzbezirkes. M. Bauchwitz, Stettin 1929. Neu abgedruckt in: Der Kreis Belgard. Eigenverlag Heimatkreisausschuss Belgard-Schivelbein, Celle 1989, S. 206–210.